# Gunnessia pepo
Gunnessia pepo är en oleanderväxtart som beskrevs av P.I. Forster. Gunnessia pepo ingår i släktet Gunnessia och familjen oleanderväxter. Inga underarter finns listade i Catalogue of Life.